# Lukas Görtler
Lukas Görtler (Bamberg, Alemania, 15 de junio de 1994) es un futbolista alemán que juega como centrocampista y milita en el F. C. St. Gallen de la Superliga de Suiza.

## Biografía
Su hermano Nicolas Görtler también es futbolista, juega en el 1. FC Schweinfurt 05.

## Trayectoria
Görtler se unió al Bayern en 2014, después de haber jugado para el Eintracht Bamberg. El 2 de mayo de 2015, hizo su debut con el primer equipo en el partido fuera de casa contra el Bayer Leverkusen.
El 16 de junio de 2015, se confirmó que Görtler había firmado un contrato de tres años con el 1. FC Kaiserslautern de la 2. Bundesliga.
El 3 de agosto de 2017, se confirmó que Görtler había firmado un contrato de tres años con el Utrecht de la Eredivisie. En julio de 2019, tras dos temporadas en el conjunto neerlandés, fue traspasado al FC St. Gallen suizo.

## Clubes
| Club                    | País         | Año           |
| ----------------------- | ------------ | ------------- |
| Eintracht Bamberg       | Alemania     | 2012-2014     |
| Bayern de Múnich II     | Alemania     | 2014-2015     |
| Bayern de Múnich        | Alemania     | 2015          |
| 1. F. C. Kaiserslautern | Alemania     | 2015-2017     |
| F. C. Utrecht           | Países Bajos | 2017-2019     |
| F. C. St. Gallen        | Suiza        | 2019-presente |

## Palmarés

### Torneos nacionales
| Título     | Club             | País     | Año     |
| ---------- | ---------------- | -------- | ------- |
| Bundesliga | Bayern de Múnich | Alemania | 2014-15 |